# Hilda Flavia Nakabuye
Hilda Flavia Nakabuye (nacida el 15 de abril de 1997) es una activista por los derechos ambientales y climáticos de Uganda que fundó el movimiento Fridays for Future de Uganda. También aboga por una mayor igualdad de género y diversidad racial en el movimiento por el cambio climático. Una de sus preocupaciones ambientales es salvar el lago Victoria, que conecta a Uganda con los países vecinos. Como parte de su activismo, Nakabuye visita escuelas y comunidades para empoderar a más mujeres para que se unan a la lucha contra el cambio climático, afirmando que "la crisis climática no tiene fronteras". También creó Climate Striker Diaries, una plataforma en línea para fomentar la conciencia digital sobre el cambio climático.
Nakabuye ha estado protestando en Kampala, Uganda, desde 2017 después de colarse en un diálogo sobre el clima de Green Climate Campaign Africa (GCCA) en la Universidad de Kampala. Fue este evento el que le hizo darse cuenta de que el cambio climático era la causa del clima severo que había destruido la granja de su abuela. Comenzó a trabajar como voluntaria en la GCCA como activista ecológica, pero pronto sintió la necesidad de un movimiento más fuerte para provocar un cambio efectivo.

## Primeros años y antecedentes
Estudió en la Universidad Internacional de Kampala y obtuvo una licenciatura en gestión de cambios en adquisiciones y suministros.

## Activismo
Como parte del movimiento Fridays for Future de Uganda, Nakabuye y sus compañeros activistas climáticos se han dedicado a movilizar un fuerte movimiento juvenil para exigir una acción urgente frente a la crisis climática. El movimiento Fridays for Future en Uganda es ahora el movimiento juvenil más grande de África Oriental, con más de 50 000 jóvenes repartidos en 52 escuelas y cinco universidades, así como miembros del público en general en Uganda, Sierra Leona, Angola, Gabón, Nigeria y Kenia.
Nakabuye se ha pronunciado sobre la falta de diversidad en el movimiento por el cambio climático y ha afirmado que "el debate sobre el cambio climático no es solo para los blancos". Criticó a los medios después de que Vanessa Nakate, otra activista climática de Uganda, apareciera recortada en una foto tomada en el Foro Económico Mundial en Davos en enero de 2020. Denunció este acto como una forma de "racismo y discriminación ambiental", ya que la ausencia de Nakate significó que la imagen mostrara solo a activistas blancos, incluida Greta Thunberg, de 17 años.
El activismo climático de Nakabuye ha recibido atención internacional, habiendo sido destacada como una de las jóvenes prominentes en huelga por el cambio climático en varios medios de comunicación, incluidos BBC News, Vox y Time. El 11 de octubre de 2019, fue invitada a dar un discurso en la cumbre de alcaldes C40 en Copenhague, Dinamarca, para exigir una acción urgente de los líderes de las ciudades más grandes del mundo.